# Alex Tharamangalam
Alex Tharamangalam (ur. 20 kwietnia 1958 w Moozhoor) – indyjski duchowny syromalabarski, biskup pomocniczy Mananthavady od 2022.

## Życiorys

### Prezbiterat
Święcenia kapłańskie otrzymał 1 stycznia 1983 i został inkardynowany do archieparchii Tellicherry. Pracował głównie jako duszpasterz parafialny, był także m.in. wykładowcą, wicerektorem i rektorem indyjskich seminariów oraz syncelem archieparchii.

### Episkopat
25 sierpnia 2022 papież Franciszek mianował go biskupem pomocniczym eparchii Mananthavady nadając mu stolicę tytularną Numluli. Sakry udzielił mu 1 listopada 2022 arcybiskup Joseph Pamplany.